# Recuperación del idioma hebreo

Periódico creado con la intención de hacer revivir la lengua hebrea.

El restablecimiento del idioma hebreo fue un proceso que tuvo lugar en Europa y la región del Levante hacia finales del siglo XIX y el siglo XX, a través del cual el uso de la lengua pasó de ser puramente la lengua sacra del judaísmo a una lengua hablada y escrita utilizada para la vida cotidiana en Israel. El proceso comenzó cuando los judíos de diversas regiones empezaron a llegar y a establecerse junto a la comunidad judía preexistente en Palestina durante la primera mitad del siglo XX. Los judíos que hablaban árabe en Palestina y los judíos recién llegados, lingüísticamente diversos, se pasaron al hebreo como lengua franca. Al mismo tiempo, un desarrollo paralelo en Europa hizo que el hebreo pasara de ser principalmente una lengua litúrgica a una lengua literaria, que desempeñó un papel clave en el desarrollo de programas educativos nacionalistas.
El hebreo moderno era una de las tres lenguas oficiales del Mandato británico de Palestina y, tras la Declaración de Independencia israelí en 1948, una de las dos lenguas oficiales de Israel, junto con el árabe moderno. En julio de 2018, una nueva ley convirtió el hebreo en la única lengua oficial del Estado de Israel, otorgando al árabe un «estatus especial».
Más que un proceso puramente lingüístico, el renacimiento del hebreo fue utilizado por la modernización judía y diversos movimientos políticos, llevó a muchas personas a cambiar sus nombres y se convirtió en un principio de la ideología asociada con la aliya, la hebraización de los nombres de lugares palestinos, el sionismo y la política israelí.
El proceso de vuelta del hebreo al uso regular es único; no existen otros ejemplos de una lengua natural sin hablantes nativos que adquiera posteriormente varios millones de hablantes nativos, ni otros ejemplos de una lengua sagrada que se convierta en una lengua nacional con millones de hablantes nativos.